# Bendura Bank
Die Bendura Bank AG ist eine 1998 gegründete, volllizenzierte Bank mit Sitz in Gamprin-Bendern im Fürstentum Liechtenstein. Das Finanzdienstleistungsunternehmen bietet vermögenden Unternehmerfamilien und wohlhabenden Privatkunden Finanzdienstleistungen wie Vermögensverwaltung, Anlageberatung und Wertpapieremission sowie das Auflegen und die Administration von Investmentfonds.
Das Unternehmen ist eine Tochtergesellschaft (89,19 %) der Citychamp Watch & Jewellery Group Ltd., ein an der Börse in Hongkong kotierter Luxusgüterkonzern. Die Mitarbeitenden der Bendura Bank halten 1,84 % der Geschäftsanteile, 7,92 % werden von der Bendura Bank selbst und 1,05 % durch Dritte gehalten. Die Bank wird durch die Liechtensteiner FMA reguliert und ist Mitglied des Liechtensteiner Bankenverbandes.

## Geschichte
Die Bendura Bank wurde im Jahr 1998 als Tochtergesellschaft der Hypo Vorarlberg Bank AG mit Namen Hypo Investment Bank (Liechtenstein) AG gegründet.
Im September 2008 wurde das Tochterunternehmen, die Bendura Fund Management Alpha AG (ehemalig: Hypo Fondsleitung (Liechtenstein) AG) gegründet. Sie konzentriert sich auf die Beratung sowie die Gründung und Verwaltung von Investmentfonds im Europäischen Markt. Im September 2009 wurde die Bendura Bank aufgrund politischer Debatten – Liechtenstein galt zu diesem Zeitpunkt als Steuerparadies, das Bundesland Vorarlberg war Alleinaktionär – zum Verkauf angeboten. Den Zuschlag erhielt die Valartis Group, Zürich. Die ehemalige Hypo Investment Bank (Liechtenstein) AG wurde in Valartis Bank (Liechtenstein) AG umfirmiert. Im Zuge dieses Verkaufs wurde auch eine Mitarbeiterbeteiligung an der Bank initiiert.
Im Kalenderjahr 2015 geriet die Mehrheitsaktionärin in finanzielle Schwierigkeiten. Im Rahmen der Sanierung wurde eines ihrer wichtigsten Assets, die Valartis Bank (Liechtenstein) AG an die Citychamp Watch & Jewellery Group, einen chinesischen Luxusgüterkonzern, verkauft. Für die Bank war diese Transaktion von Bedeutung, weil der aushaftende Betrag eines Kredits zugunsten Valartis Finance AG beglichen werden konnte. Der heutige Name „Bendura Bank“ leitet sich vom Standort der Bank „Bendern“ und dem keltischen Namen „Dura“ für Turm ab. Im November 2016 wurde die Bendura Bank Opfer eines Hackerangriffs. Im Oktober 2017 wurde die Tochtergesellschaft Bendura Fund Management Beta AG gegründet, sie konzentriert sich auf den Asiatischen Markt. Seit Herbst 2018 unterhält die Bendura Bank eine Repräsentanz in Hongkong.
Die Bank ist seit 2003 Hauptsponsor des jährlichen Snow Polo World Cups in Kitzbühel.